# Nyodes bryodes
Nyodes bryodes är en fjärilsart som beskrevs av Fletcher 1961. Nyodes bryodes ingår i släktet Nyodes och familjen nattflyn. Inga underarter finns listade i Catalogue of Life.